# ヤルムーク川

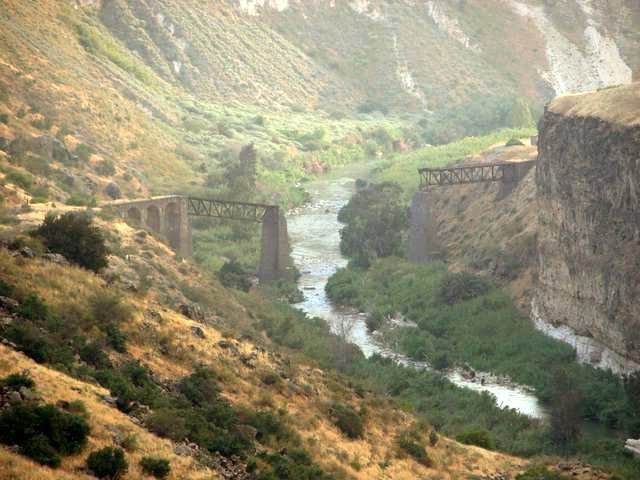
ヤルムーク川。イギリス委任統治領パレスチナの末期に、反英闘争を行ったユダヤ人民兵に破壊された橋梁の跡

ヤルムーク川（ヤルムークかわ、Yarmouk、Yarmuk、アラビア語：ナハル・アル＝ヤルムーク,  نهر اليرموك, Nahr Al-Yarmuk, ヘブライ語：ネハル・ハ・ヤルムーク,  נהר הירמוך, Nehar HaYarmukh, ギリシャ語：ヒエロマス, Hieromax）は、ヨルダン川最大の支流で、シリア・ヨルダン・イスラエルの三カ国を流れている。
ヨルダン川には、ガリラヤ湖と死海の間で東から三本の大きな支流が流入し、それぞれが大きな険しい渓谷を形成している。北から順に、ヤルムーク川、ヤボク川（ザルカ川、Jabbok/Zarqa）、アルノン川（ワジ・ムジブ、Arnon/Wadi Mujib）である。ヤルムーク川はシリア南西部に発し、ゴラン高原の東から南へ回り込んでヨルダンとシリアの国境を形成し、次いでヨルダンとイスラエルの国境となり、ヨルダン川に流れ込んでいる。ヨルダン北部の大きな都市イルビド、古代都市ガダラの遺跡（現ウンム・カイス）や温泉リゾートのハマト・ガデルなどはヤルムーク川渓谷付近にある。
ヤルムーク川はゴラン高原の南の境界線にもなっている。正統カリフに率いられたアラブ人のイスラム国家が東ローマ帝国を破ったヤルムークの戦いは、636年にヤルムーク川の南で起こっている。